# Thomas Barth (cyclisme)
Pour les articles homonymes, voir Barth.
Thomas Barth est un ancien coureur cycliste allemand, né le 26 août 1960 à Zeulenroda.

## Biographie
En 1977 et 1978, il remporte deux titres de Champion du monde du contre-la-montre par équipes junior, en compagnie d'Olaf Ludwig, de Falk Boden et d'un quatrième comparse : Andreas Kluge en 1977 et Udo Smektalla l'année suivante. 
Resté amateur, il participe aux Jeux olympiques de Moscou, où il prend la quatrième place de la course en ligne. Malgré son statut d'amateur, il remporte plusieurs victoires de prestige au cours des années 1980, notamment une étape de la Course de la Paix en 1984, et le Tour de Rhénanie-Palatinat en 1986. 
Après la chute du mur de Berlin, il passe professionnel sur le tard, en juin 1990, dans l'équipe TVM. Il le reste jusqu'en mai 1992, sans toutefois remporter de victoire. Son fils Marcel a lui aussi été coureur cycliste.

## Palmarès et résultats

### Palmarès par année
- 1977
  -  Champion du monde du contre-la-montre par équipes juniors (avec Olaf Ludwig, Andreas Kluge et Falk Boden)
  - 4e du championnat du monde sur route juniors
- 1978
  -  Champion du monde du contre-la-montre par équipes juniors (avec Olaf Ludwig, Udo Smektalla et Falk Boden)
- 1979
  - 1 étape du Tour de Bulgarie
  - 3e du Tour de Bulgarie
- 1980
  - Tour de la Hainleite
  - Prologue du Tour de RDA (contre-la-montre par équipes)
  - 3e étape du Tour de Cuba (contre-la-montre par équipes)
  - 3e du Tour de Thuringe
  - 4e de la course en ligne des Jeux olympiques
- 1981
  - Prologue du Tour de RDA (contre-la-montre par équipes)
  - 2e du Tour de RDA
- 1982
  - 2e étape du Tour de l'Avenir (contre la montre par équipes)
  - 4e étape du Tour de RDA
  - Erzgebirgsrundfahrt
  - 2e du Tour de RDA
- 1983
  - 2e étape du Tour de la Méditerranée
  - Classement général du Tour de Turquie
  - 2e du Gran Premio della Liberazione
  - 4e du championnat du monde sur route amateurs
- 1984
  - 7e étape de la Course de la Paix
  - 8e étape du Tour de Cuba
- 1985
  - 8e étape du Tour de Basse-Saxe
- 1986
  - Classement général du Tour de Rhénanie-Palatinat
  - Berlin-Angermünde-Berlin
  - 1re (contre-la-montre par équipes) et 5e étapes du Tour de RDA
- 1988
  - 1re étape du Tour de Cuba
  - 5e étape du Tour de Yougoslavie
- 1989
  - Classement général du Tour de Belgique amateurs
  - 1re étape du Grand Prix Guillaume Tell
  - Grand Prix Ost Fenster
  - 2e du Tour de Thuringe

### Résultats sur les grands tours

#### Tour de France
1 participation 
- 1991 : 156e

#### Tour d'Espagne
1 participation 
- 1991 : hors délais (12e étape)